# Selección femenina de baloncesto de Malí
La selección femenina de baloncesto de Malí es el equipo de baloncesto que representa a Malí en las competiciones  internacionales organizadas por la Federación Internacional de Baloncesto (FIBA) o el Comité Olímpico Internacional (COI): los Juegos Olímpicos y Campeonato mundial de baloncesto especialmente. Ha conseguido 5 medallas en AfroBasket femenino en 17 participaciones.

## Resultados

### Olimpiadas
- 2008 - 12º

### Mundiales
- 2010 - 15º

- Datos: Q3110706